# Pseudohydromys musseri
Pseudohydromys musseri és una espècie de mamífer rosegador de la família dels múrids. És endèmic del mont Somoro (Papua Nova Guinea), on viu a altituds d'aproximadament 1.350 msnm. A data de 2017 tan sols se n'havia trobat un exemplar. El seu hàbitat natural són els boscos molsosos no pertorbats. Es desconeix si hi ha cap amenaça significativa per a la supervivència d'aquesta espècie. L'espècie fou anomenada en honor del mastòleg estatunidenc Guy Graham Musser.